# Djirataoua
Djirataoua ou Djiratawa est une localité et une commune rurale du Niger, département de Madarounfa, région de Maradi.

## Géographie
La localité de Djirataoua est située à 14 km au nord du chef-lieu départemental Madarounfa.
| Tibiri | Saé Saboua |          |
| Maradi | Djirataoua | Tchadoua |
| Safo   | Dan-Issa   |          |

## Histoire
La commune rurale de Djirataoua instaurée en 2002, est issue du canton de Djirataoua fondé en 1944.

## Population
Lors du recensement général de 2012, la population communale est relevée à 85 976 habitants, dont 6 699 habitants pour la localité chef-lieu communal.

## Localités
La commune s'étend sur 72 villages et 30 hameaux au nord du département de Madarounfa.

## Services et infrastructures
- Centre de Santé Intégré (CSI) à Djirataoua, Danja, Goulbaoua, Tchizon Kourégué, Toffa, Yarimaoua, Daoutaoua[5].
- Collège d'enseignement général (CEG) à Djirataoua, Tchizon Kourégué.
- Centre de formation des métiers (CFM) à Djirataoua, Tchizon Kourégué.